# Woudenberg
Woudenberg  è una municipalità dei Paesi Bassi di 14 410 abitanti (2012) situata nella provincia di Utrecht.

## Descrizione
Nelle foreste situate ad ovest del territorio municipale si trova la Piramide di Austerlitz.
Woudenberg confina ad est con la provincia di Gelderland.
La città oggi fa parte di un'area agricola.

## Etimologia
Il nome significa collina della foresta.